# NHK芭露テレビ中継局
NHK芭露テレビ中継局（エヌエイチケイばろうテレビちゅうけいきょく）は、北海道紋別郡湧別町に置かれていたNHK北見放送局のテレビ中継局。

## 中継局概要

### アナログテレビ放送
| チャンネル 番号 | 放送局名     | 空中線 電力       | ERP               | 偏波面   | 放送対象地域 | 放送区域 内世帯数 | 運用開始日 |
| --------------- | ------------ | ----------------- | ----------------- | -------- | ------------ | ----------------- | ---------- |
| 51              | NHK 北見教育 | 映像3W/ 音声750mW | 映像24W/ 音声6.1W | 水平偏波 | 全国         | -                 | -          |
| 53              | NHK 北見総合 | 映像3W/ 音声750mW | 映像25W/ 音声6.2W | 水平偏波 | オホーツク圏 | -                 | -          |

- 所在地： 紋別郡湧別町上芭露
- 2011年7月24日をもってすべて廃止された。なお、民放局にはチャンネルが割り当てられていなかった。

### デジタルテレビ放送
| リモコン キーID | 放送局名             | 物理 チャンネル | 空中線 電力 | ERP  | 偏波面 | 放送対象地域 | 放送区域 内世帯数 | 開局日 |
| --------------- | -------------------- | --------------- | ----------- | ---- | ------ | ------------ | ----------------- | ------ |
| 1               | HBC 北海道放送       | 不明            | 不明        | 不明 | 不明   | 北海道       | 不明              | 不明   |
| 2               | NHK 北見教育         | 不明            | 不明        | 不明 | 不明   | 全国         | 不明              | 不明   |
| 3               | NHK 北見総合         | 不明            | 不明        | 不明 | 不明   | オホーツク圏 | 不明              | 不明   |
| 5               | STV 札幌テレビ放送   | 不明            | 不明        | 不明 | 不明   | 北海道       | 不明              | 不明   |
| 6               | HTB 北海道テレビ放送 | 不明            | 不明        | 不明 | 不明   | 北海道       | 不明              | 不明   |
| 7               | TVh テレビ北海道     | 不明            | 不明        | 不明 | 不明   | 北海道       | 不明              | 不明   |
| 8               | UHB 北海道文化放送   | 不明            | 不明        | 不明 | 不明   | 北海道       | 不明              | 不明   |

- 当初NHKについては2010年にデジタル中継局が設置される予定であったが、ギャップフィラーによるカバーに変更された[1]。
- ギャップフィラーに関しては、中湧別地区に1か所、芭露・上芭露・西芭露・東芭露各地区に11か所、富美・上富美両地区に5か所設置されている[2]。